# Jaxsta
Jaxsta es una base de datos de créditos musicales con sede en Australia. Según un informe de 2018 en The Sydney Morning Herald, "quiere ser un cruce entre Bloomberg y LinkedIn, una fuente confiable para la industria de la música cuando se trata de averiguar quién jugó qué papel en sus canciones favoritas". Esto se extiende a los artistas intérpretes o ejecutantes, ingenieros, productores y compositores. Los datos de Jaxsta son proporcionados por el propietario del contenido en lugar de una fuente colectiva.

## Historia
Jaxsta fue fundada en Sídney en 2015 por la exprofesional de la industria del cine y la música Jacqui Louez Schoorl y su esposo Louis Schoorl, productor y compositor. Jaxsta tiene oficinas en Sydney y Los Ángeles, con representantes en Londres y Nueva York.
La idea de Jaxsta fue formulada por primera vez por Louez Schoorl en 2006 cuando estaba pasando de la industria del cine a la de la música y notó que los metadatos de los créditos musicales se perdían con la transición a la música digital, ya que los créditos que alguna vez Las portadas de discos de vinilo y los folletos de CD estaban desapareciendo a medida que las descargas se volvían más frecuentes. Jaxsta deriva su nombre de los créditos en las "cubiertas" de vinilo (cubiertas), las estrellas de las cubiertas, es decir, las notas del forro.
La compañía se lanzó en modo beta el 13 de junio de 2019, con la afirmación de que contenía más de 100 millones de créditos musicales, incluidos los de 1,9 millones de compositores, 1,3 millones de artistas, 150 000 productores y 100 000 ingenieros. A partir de junio de 2022, esas cifras habían aumentado a 240 millones de créditos oficiales con enlaces profundos, 67 millones de páginas web individuales, 30 millones de créditos de grabaciones únicas y 15 millones de perfiles, con 700 000 nuevos créditos procesados cada día.
A partir de junio de 2022, Jaxsta tiene más de 295 acuerdos de socios de datos vigentes. Sus socios de datos incluyen las tres principales discográficas, Merlin Network de compañías de música independientes y sindicatos, incluida la Federación Estadounidense de Músicos y SAG-AFTRA, así como distribuidores independientes como CDBaby, DistroKid y SoundCloud Repost. La Asociación de la Industria de Grabación de América (RIAA), la Academia de Grabación y la Asociación de la Industria de Grabación de Australia (ARIA) también son socios de datos. Jaxsta se incluyó como empresa pública en ASX el 28 de diciembre de 2018.

## Planes de Membresía
El plan de membresía de empresa a empresa de Jaxsta se lanzó el 21 de noviembre de 2019. Ofreció herramientas específicas de la industria de la música, como calendarios de eventos de la industria, información del mercado, alertas de gráficos para artistas y no artistas, y les dio a los miembros la capacidad de reclamar y administrar su página de perfil de Jaxsta. El 22 de abril de 2020, Jaxsta anunció que renunciaría a la tarifa de membresía anual de $ 150 y haría que la membresía de Jaxsta fuera gratuita durante el resto de 2020 para ayudar a la industria de la música durante la pandemia de COVID-19.
En agosto de 2021, coincidiendo con el regreso de las membresías pagas, Jaxsta introdujo dos niveles de membresía: Jaxsta Core, una membresía introductoria gratuita, y Jaxsta Plus, que por $49 USD al año ofrecía a los miembros acceso a un conjunto de funciones como Crédito y Alertas de gráfico, la capacidad de reclamar su perfil (o los perfiles de aquellos a quienes representan), priorizar sus créditos y más.
En junio de 2022, los planes de membresía de Jaxsta evolucionaron para reflejar la demanda de metadatos precisos de la industria de la música, lo que resultó en la introducción de otros dos niveles de membresía: Business y Enterprise. Jaxsta Plus pasó a llamarse Creator y Jaxsta Core se convirtió en el nivel de membresía gratuito.
Enterprise es para organizaciones que requieren datos precisos para mejorar la identificación de regalías y aumentar las oportunidades para sus miembros titulares de derechos. Enterprise ofrece una solución integral de metadatos.
Business está dirigido a empresas como sellos discográficos, editores, gerentes y agentes e incluye un conjunto de características diseñadas para ahorrar tiempo, proporcionar soluciones basadas en datos y desarrollar las carreras de los clientes de cada negocio.
Creator contiene un conjunto extenso y en evolución de características diseñadas para empoderar a los creadores de música y los profesionales de la industria que los representan.

## Inversión Songtradr
El 10 de septiembre de 2020, Jaxsta anunció un acuerdo comercial y una inversión con Songtradr, la plataforma global de mercado de licencias y derechos musicales B2B con sede en Los Ángeles. En general, el acuerdo valía 1,92 millones de dólares australianos (incluidos 1,42 millones de dólares australianos a través de una nota convertible). A través de este acuerdo, los miembros de Jaxsta obtuvieron acceso directo al servicio de recaudación de ingresos de los derechos vecinos de Songtradr, mientras que Songtradr utiliza los metadatos de los créditos musicales de Jaxsta para identificar y recoger los ingresos no recaudados. En abril de 2022, Songtradr anunció una inversión adicional de 3,0 millones de dólares australianos a través de un pagaré convertible garantizado.

## Cambio de liderazgo
El 28 de abril de 2022, se anunció que Louez Schoorl asumiría el cargo de Fundador y que la exdirectora de marketing Beth Appleton sería la nueva directora ejecutiva de Jaxsta. The Music Network informó que "el cambio permitirá a Louez Schoorl centrarse en el producto Jaxsta y nuestra comunidad y relaciones creativas".
Appleton se unió a Jaxsta en julio de 2021 procedente de Warner Music Australia, donde se desempeñó como directora general y vicepresidenta sénior de marketing de Australasia.

## Contenido
En diciembre de 2019, Jaxsta lanzó su podcast, Humans of Music, presentado por el exeditor de Rolling Stone Australia, Rod Yates. Los invitados han incluido al líder de Snow Patrol, Gary Lightbody, Billy Bragg, Bethany Cosentino, Neko Case, John Butler y M-Phazes.
En junio de 2020, se anunció que Yates encabezaría el portal editorial dedicado de Jaxsta.

## Jaxsta One Sheet
En noviembre de 2021, Jaxsta presentó Jaxsta One Sheet en un esfuerzo por ayudar a los profesionales de la música a crear un "currículum vitae para compartir". One Sheet se completa previamente con información sobre el perfil de Jaxsta del usuario, incluidos créditos, estadísticas de redes sociales, reproducciones de TikTok, detalles de contacto, biografía, imagen y más.